# Pachymerium
Pachymerium este un gen de miriapode din familia Geophilidae, care conține următoarele specii:
- Pachymerium antipai Căpușe, 1968
- Pachymerium armatum Silvestri, 1905
- Pachymerium attenuatum Say
- Pachymerium brevicornis Lucas, 1849
- Pachymerium capense Attems, 1947
- Pachymerium caucasicum Attems, 1903
- Pachymerium coiffaiti Demange, 1959
- Pachymerium cubanum Matic et al., 1977
- Pachymerium dragani Căpușe, 1975
- Pachymerium escherichi Verhoeff
- Pachymerium ferrugineum C. L. Koch, 1835
- Pachymerium folkmanovae Dobroruka, 1966
- Pachymerium grandiceps Porat, 1893
- Pachymerium idium Chamberlin, 1960
- Pachymerium imbricatum Attems, 1934
- Pachymerium minutum Seliwanoff, 1884
- Pachymerium monticola Muralewicz, 1926
- Pachymerium multipes Sseliwanoff, 1881
- Pachymerium pereirai Shear & Peck, 1992
- Pachymerium pilosum Meinert, 1870
- Pachymerium rioindianum Matic et al., 1977
- Pachymerium serratum Verhoeff, 1943
- Pachymerium syriacum Attems, 1903
- Pachymerium tabacarui Căpușe, 1968
- Pachymerium tridentatum Lawrence, 1960
- Pachymerium tristanicum Attems, 1928
- Pachymerium tyrrhenum Verhoeff, 1934
- Pachymerium zelandicum Attems, 1947